# Baia di Ōpūnohu
La baia di Ōpūnohu (in francese Baie d'Ōpūnohu) è una delle due profonde insenature che caratterizzano la costa settentrionale dell'isola di Moorea in Polinesia francese. Stretta e lunga circa 3 chilometri, presenta una profondità di circa 80 metri alla foce.

## Geografia
Situata a circa 30 chilometri a ovest di Papeete, capoluogo della Polinesia francese, la baia di Ōpūnohu si apre lungo la costa nord-occidentale dell'isola di Moorea. Sovrastata dal monte Rotui, oltre il quale si trova la gemella baia di Cook, si situa a nord del monte Tohivea, il rilievo più elevato dell'isola.

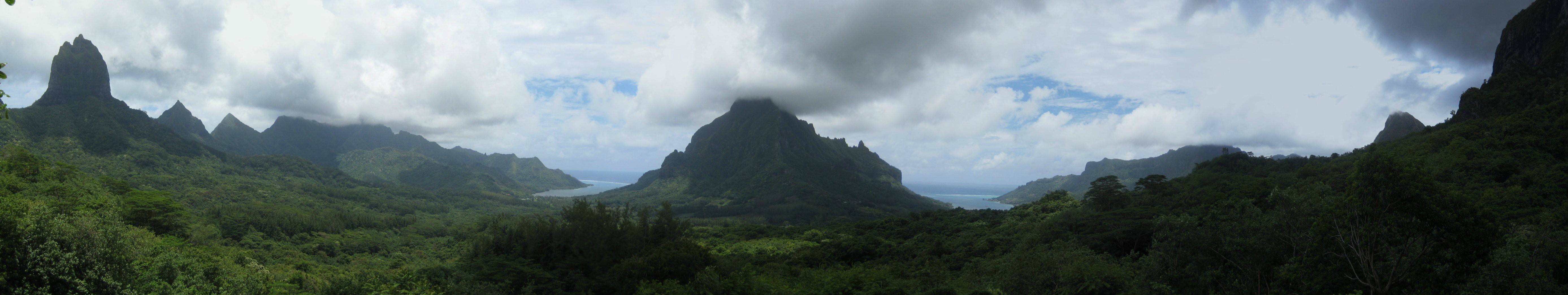
Panorama sulla baia di Ōpūnohu (a sinistra) e sulla gemella baia di Cook (a destra), separate dal monte Rotui (al centro); l'immagine è stata scattata dalle pendici del monte Tohivea